# 14683 Remy
14683 Remy eller 1999 XG156 är en asteroid i huvudbältet som upptäcktes den 8 december 1999 av LINEAR i Socorro County, New Mexico. Den är uppkallad efter Jennifer M. Remy.
Asteroiden har en diameter på ungefär 3 kilometer och den tillhör asteroidgruppen Levin.